# Luca Sandri
Luca Sandri, all'anagrafe Luca Simonetta Sandri (Milano, 23 marzo 1966), è un attore, doppiatore, direttore del doppiaggio e dialoghista italiano.

## Biografia
È il figlio adottivo dello scrittore Umberto Simonetta.
Appartiene ai doppiatori italiani attivi negli studi di Roma. Il suo doppiaggio interessa principalmente cartoni animati e videogiochi. Come attore, i ruoli che lo hanno reso noto al pubblico sono stati quelli di Gianfilippo nella sitcom I cinque del quinto piano, andata in onda su Canale 5 nell'autunno-inverno 1987-1988, e dello psicologo dottor Nuvoletti, nella sitcom Nonno Felice nel 1992. È inoltre la voce dei programmi condotti dal critico gastronomico Andrew Zimmern e, dal 2018, conduce alcune rubriche della trasmissione Dalla parte degli animali, dando la voce all'avatar animato del cane Lucky.
Dal 2012 al 2015 è stato lo speaker ufficiale del canale Boomerang e dal 2017 al 2022 del canale Spike.

## Filmografia

### Cinema
- Macario, storia di un comico, regia di Vito Molinari (1983)
- In questo mondo di ladri, regia di Carlo Vanzina (2004)
- Le barzellette, regia di Carlo Vanzina (2004)
- Un'estate ai Caraibi, regia di Carlo Vanzina (2009)
- Poveri ma ricchi, regia di Fausto Brizzi (2016)

### Televisione
- I cinque del quinto piano – serie TV (1988)
- Nonno Felice – serie TV, episodi 1x11-1x18-3x35 (1992)
- Casa dolce casa – serie TV, episodio 3x10 (1994)
- Casa Vianello – serie TV, episodio 15x17 (2005)
- Un ciclone in famiglia – serie TV, episodio 1x03 (2005)

## Programmi televisivi
- Super DUT (Junior TV, 1988)
- Avanspettacolo (Rai 3, 1992)

## Doppiaggio

### Cinema
- Luke Wilson in La prima volta di Niky, Una squadra di 12 orfani
- Ben Stiller in Un microfono per due
- Jason Biggs in Prozac Nation
- Dave Chappelle in Undercover Brother
- Aidan Gillen in 12 Round
- Frank Whaley in A Good Night to Die
- Arturo Castro in Billy Lynn - Un giorno da eroe
- Pat Healy in Take Me
- John Coffey in La guerra dei bottoni
- Michael Jackson in Living with Michael Jackson (primo doppiaggio, 2003)
- Steve Bastoni in Drift - Cavalca l'onda
- Anjul Nigam in Soldifacili.com
- Clancy Brown in La pensione
- Neil Jordan in The Butcher Boy
- Alexander Godunov in Casa, dolce casa? (ridoppiaggio)
- Alexandre Nahon in 2 giorni a New York
- Axel Stein in Porky College 2 - Sempre più duro!

### Serie televisive
- Lane Napper in Victorious
- Luke Perry in Buffy l'ammazzavampiri
- Matthew Cooper in La signora del West
- Jake Sisko nel doppiaggio alternativo dell'episodio pilota di Star Trek: Deep Space Nine
- James in I Fuccons
- Jordan Belfi in Scandal

### Film di animazione
- Broly in Dragon Ball Z - Il Super Saiyan della leggenda (ridoppiaggio), Dragon Ball Z - Sfida alla leggenda (ridoppiaggio), Dragon Ball Z - L'irriducibile bio-combattente (ridoppiaggio)
- Turles in Dragon Ball Z - La grande battaglia per il destino del mondo (ridoppiaggio)
- Generale Blue in Dragon Ball - Il torneo di Miifan (ridoppiaggio)
- Gatto ne Il dottor Dolittle 5[2]
- Terrier in Balto - Il mistero del lupo[3]
- Deidara in Naruto - La via dei ninja
- Marin Reigan in Baldios - Il guerriero dello spazio
- Tonio in Pokémon: L'ascesa di Darkrai
- Daniel in Beyblade - The Movie
- Peter Dickinson in Il volo dei draghi
- Hideyuki Makimura in City Hunter The Movie: Angel Dust

### Serie animate
- Marin in Baldios
- Pierre in Imbarchiamoci per un grande viaggio
- Touya in Yu degli spettri
- Wally in Rocket Monkeys
- Mister X in Beyblade V-Force
- Elefante in La Pantera Rosa & Co.
- Jeeth in Dragon Ball Z
- Baby in Dragon Ball GT
- Zuno, una guardia di Zeno, Arak, Zoiray e Mule in Dragon Ball Super
- Max in Un pizzico di magia
- Gluttony in Fullmetal Alchemist
- Dog in CatDog
- Dash Baxter in Danny Phantom
- Kenji Fujima in Slam Dunk
- Manic in Sonic Underground
- Ushio Aotsuki in Ushio e Tora
- Noah in Yu-Gi-Oh!
- Kurochan in Roba da gatti!
- Hector in Le avventure di Piggley Winks
- Bungo in Fifi e i bimbi fioriti
- Giulio in Diventeremo famose
- Genma Shiranui in Naruto e Naruto: Shippuden
- Deidara in Naruto: Shippuden
- Donquijote Do Flamingo (ep. 151), Manboshi (ep. 564+), Kab, Pica, Sicilian, Vinsmoke Niji, Charlotte Opera, Zeus e Napoleon in One Piece
- Sai in Hyou Senki
- Giasone in Ondino
- Gyu in Shin Hakkenden
- Yasuo Tanigawa in Due come noi
- Jeremy in Street Football - La compagnia dei Celestini
- Harley in Pokémon
- Charlie McCoy e Five/Christopher Arclight in Yu-Gi-Oh! Zexal
- Re Zenoheld in Bakugan Battle Brawlers: New Vestronia
- Chocolove in Shaman King
- Narugami in Il mitico detective Loki
- T-Midi e Panettiere in Breadwinners - Anatre fuori di testa
- Kerubim giovane in Dofus - I tesori di Kerubim
- Dipsy in Teletubbies
- Wasp/Waspinator in Transformers Animated
- Small in Big & Small
- Cal in New Looney Tunes
- Saguru Hakuba (1° voce) in Detective Conan
- Avicebron e William Shakespeare in Fate/Apocrypha
- Toya Setsuno in My Hero Academia
- Nobilmantis e Armagedon in Gormiti
- Rocket in Il mio amico Rocket
- Cat in Boy Girl Dog Cat Mouse Cheese
- Kurōdo e Szayel Aporro Grantz in Bleach
- Voce Narrante in Le storie di Lùpin
- Laplace in That Time I Got Reincarnated as a Slime

### Pubblicità TV
- Spot TV Frisk, Suzuki, Citroën

### Videogiochi
- Albert Von Seltsam, Fritz il maggiordomo e Taranjeet in L'enigma di Master Lu (1995)[4]
- Alan in Z (1996)
- Jacques Du Manque e Armata Russa in Ace Ventura (1996)[5]
- Agente Zero Zero Seix, Mercante fenicio, Indovino Prolix, Ordinalfabetix e Barbarossa in Asterix e la sfida di Cesare (1996)[6]
- Portiere, Receptionist, Ostvald, Nejo e Guardia del sito Archeologico in Broken Sword: Il segreto dei Templari (1996)[7]
- Il Briccone in Isola LEGO (1997)
- Dr. Enzo Neuros e personaggi vari in Fuzzy & Floppy - Il furto della Rotonda (1997),[8] Fuzzy & Floppy - Il raggio magico (2000)[9]
- Blinky Bill e Flap Platypus in Blinky Bill e la caverna dei fantasmi (1997)[10]
- Elmer, Suki, Aki e Uomo Calante in Hollywood Monsters (1997)[11]
- Meccanico, Tizio al videotelefono, Dimostrante, Happybot, Prigionieri e Postino in The Feeble Files (1997)[12]
- Agente Ippopotamo, Fritz Crouton, Capo delle Piante e Coniglio 345 in Dementia: è uno stato mentale (1997)[13]
- Impiegato 1, Miguel, Haiku McEwan e Sergente in Broken Sword II: La profezia dei Maya (1997)[14]
- Howie Lee, Gaff, Eldon Tyrell, Chew, J.F. Sebastian, Murray, Early Q, Gordo Frizz, Luther e Annunciatore in Blade Runner (1997)[15]
- Tony Tough in Tony Tough and the Night of Roasted Moths (1997)[16]
- Slig e Mudokons in Oddworld: Abe's Oddysee (1997)[17]
- Rover in Gas-Gas entra in gara (1998)[18]
- Arthur in The Journeyman Project 3 - Il retaggio del tempo (1998)[19]
- Muco il servo e Amigo in Heart of Darkness (1998)[20]
- Larry e Morte in Apocalypse (1998)[21]
- Dottor Willard in Tomb Raider III (1998)[22]
- Marine, Pilota e Spia in Commandos: Dietro le linee nemiche (1998)[23]
- Sicurezza e Scienziati in Half-Life (1998)[24]
- Abe in Oddworld: Abe's Exoddus (1998)[25]
- Tastumaru in Tenchu 2: Birth of the Stealth Assassins (1998)
- Ethan Hunt in Mission: Impossible (1998)
- Hayt De Vries e Computer Harkonnen in Dune 2000 (1998)[26]
- Pesce Martello e Sceriffo Gamberetto in Freddi Pesce - Il caso dei maialini con le pinne (1999)[27]
- Sicurezza in Half-Life: Opposing Force (1999)[28]
- Trainatore, Emigrante, Architetto, Cacciatore di Antilopi, Giocoliere, Ragazzo di mercato, Scriba e Insegnante in Faraon (1999)[29]
- Messer Coniglio, Cucciolo, Messer Gabbiano, Zio Pesce,Fratello Anguilla e Messer Polipo in Le avventure di Pongo: Gli animali (2000)[30]
- Formica (Tutorial interno) in L'impero delle formiche (2000)[31]
- Anderson in Chase the Express (2000)[32]
- Winston in MediEvil 2 (2000)[33]
- Jon Irenicus in Baldur's Gate II: Shadows of Amn (2000)[34]
- Wizz Zip in Tomb Raider: Chronicles - La leggenda di Lara Croft (2000)
- Camion 1,2,3,4, Aerodyne Ricognitore, Sciame e Corazza semovente in Ground Control: Dark Conspiracy (2000)[35]
- Ape, ragno e ravanello in Le avventure di Pongo - Gli insetti e le piante (2001)[36]
- Nebbish e Drizzt in Baldur's Gate: Dark Alliance (2001)[37]
- Tutti i personaggi in Gast - Alla ricerca della risata perduta (2001)[38]
- La Psicopompa e Ladro in Atlantis III: Il nuovo mondo (2001)[39]
- Brian in Runaway: A Road Adventure (2001)[40]
- Marchese Pallavicini in Blood & Lace (2001)[41]
- Vinnie Gognitti in Max Payne (2001),[42] Max Payne 2: The Fall of Max Payne (2003)[43]
- Joey Finito in Max Payne (2001)[42]
- Pilota, Sommozzatore e Spia in Commandos 2: Men of Courage (2001)[44]
- Quirinus Raptor, Pix e Percy Weasley in Harry Potter e la pietra filosofale (2001)[45]
- Agente J e Alpha in Men in Black - The Series: Crashdown (2001)
- Carlos in Desperados: Wanted Dead or Alive (2001)[46]
- Abrham, Platone, Civile e Guardie in Druuna: Morbus Gravis (2001)[47]
- Acchiappainsetti, Batterio, Pelo del naso, Ghiaccio e Boccalone in Le avventure di Pongo - I misteri del corpo umano (2002)[48]
- 343 Guilty Spark in Halo: Combat Evolved (2002)[49]
- Samuro in Warcraft III: Reign of Chaos (2002)
- Generale Bardachenko in Hitman 2: Silent Assassin (2002)[50]
- Percy Weasley, Pix e Studenti in Harry Potter e la camera dei segreti (2002)[51]
- Alex Stone in The Terminator: Dawn of Fate (2002)[52]
- Michael in E.T l'extraterrestre (2002)[53]
- Cruz, Pace e Fisk in La Cosa (2002)[54]
- Sergio Morello in Mafia: The City of Lost Heaven (2002)
- Merlino in Age of Wonders II: The Wizard's Throne (2002)[55]
- Arciere, Scalatore, Mugnaio e Fornaio in Stronghold Crusader (2002)[56]
- Sigmund Kreiger in BloodRayne (2002)[57]
- Frank, Brazul e Akasa in Kya: Dark Lineage (2003)
- Voce fuori campo in Cluedo (2003),[58] Fat Princess (2009) e For Honor (2017)
- Ribelle in Command & Conquer: Generals (2003)[59]
- Judge Bellis, Civili e Criminali in Judge Dredd: Dredd vs Death (2003)[60]
- Billy Baird e Jong Ho Li in Mission Impossible - Operation Surma (2003)[61]
- Spacciatore in Tomb Raider: The Angel of Darkness (2003)[62]
- Bilbo Baggins in Lo Hobbit (2003)[63]
- Raziel in Legacy of Kain: Defiance (2003)[64]
- Tokubei Echigo-Ya e Taijima Egoro in Tenchu: Wrath of Heaven (2003)[65]
- Zev/Regnante Oscuro, Windalf e Diekbeck in Arc - Il tramonto degli Spiriti (2003)[66]
- Bargston in Freedom Fighters (2003)[67]
- Berretto Verde e Spia in Commandos 3: Destination Berlin (2003)[68]
- Marcus Flint e Roger Davies in Harry Potter e la Coppa del Mondo di Quidditch (2003)[69]
- Susarro, Henry, 2° agente di polizia e Uomo degli infissi in Broken Sword: Il sonno del drago (2003)[70]
- Viriato, Tuareg, Eohric, Pavonio, Fante Numida, Milite e Legionario in Imperivm: Le guerre puniche (2003)[71]
- Generale Sasha, Commissario e Soldati in Codename: Panzers Phase I (2004)[72]
- Soldati in Codename: Panzers Phase II (2004)[73]
- Curtis Hewitt/Tane in Atlantis Evolution (2004)[74]
- Gator, Baccus e Bagman in Driv3r (2004)[75]
- Kwan in Jet Li: Rise to Honour (2004)[76]
- Remus Lupin e Pix in Harry Potter e il prigioniero di Azkaban (2004)[77]
- Frank Hayden in Shadow Ops: Red Mercury (2004)[78]
- Harry Osborn e Puma (solo su PC) in Spider-Man 2 (2004)[79]
- Ciuchino e Folletto in Shrek 2 (2004)[80]
- Ian McCornick, Michael Abrams, Voce IPN News, K. Miller e Voci di Sottofonfo in Doom 3 (2004)[81]
- Mark e Ralph in The Black Mirror (2004)[82]
- Brom e Roth in Fable - The Lost Chapters (2004)[83]
- Hoss in Men of Valor (2004)[84]
- Oracolo in Halo 2 (2004)[85]
- Ottsel Surfer in Jak 3 (2004)
- Stoppard in The Getaway: Black Monday (2004)[86]
- Moritz in Crash Twinsanity (2004)[87]
- Arraluk in Brave - Alla ricerca di Spirito Danzante (2005)[88]
- Yegor Zakharov, BTR-80 e Tunguska in Act of War: Direct Action (2005)[89]
- Edgar in Area 51 (2005)[90]
- Siphax, Cammelliere, Ottaviano Augusto, Seti, Nobile, Arminio, Guerriero di Fand, Fante Numida, Miliziano, Lottatore Caledone, Lanciere, Guerriero e Guerriero di Anubis in Imperivm: Le grandi battaglie di Roma (2005)[91]
- Dottor Rale e Hank in E.R. - Medici in prima linea (2005)[92]
- Ra's al Ghul in Batman Begins (2005)[93]
- Scimmia Blu in Ape Escape 3 (2005)[94]
- Voce Narrante in Darkwatch (2005)[95]
- Marty in Madagascar (2005)[96]
- Peter Parker/Spider-Man in Ultimate Spider-Man (2005), Spider-Man: Amici o nemici (2007),[97] Spider-Man: Il regno delle ombre (2008), The Amazing Spider-Man (2012),[98] The Amazing Spider-Man 2 (2014)[99]
- Conduttore ne Il Gioco della Bibbia (2005)
- Merc in Ratchet: Gladiator (2005)[100]
- Carl Denham in Peter Jackson's King Kong: The Official Game of the Movie (2005)[101]
- Chick in Crash Tag Team Racing (2005)[102]
- Lucas Kane, Jeffrey e clan degli Ocra in Fahrenheit (2005)[103]
- Phillip Masters/Burattinaio in I Fantastici 4 (2005)[104]
- I fratelli del Liquore (con Pietro Ubaldi) e l'Adoratore Azteco in Black & White 2 (2005)[105]
- Razer in Jak X (2005)[106]
- Il merovingio in The Matrix: Path of Neo (2005)[107]
- Peter Minus e Mangiamorte #1 in Harry Potter e il Calice di Fuoco (2005)[108]
- Sam Williams in Desperados 2: Cooper's Revenge (2006)[109]
- Poliziotto, Barbone e Bibliotecario in Jonathan Danter - Nel sangue di Giuda (2006)[110]
- George Brown, Guillaume e Norvegese in Commandos: Strike Force (2006)[111]
- Tik e Concierge in Daxter (2006)[112]
- Protagonista ne Il Padrino (2006)[113]
- Hammy ne La gang del bosco (2006)[114]
- Mario, Il consigliere in CivCity: Rome (2006)[115]
- Clyde Forrester, Ned, Tenente Matthew Parker e Chat in Call of Juarez (2006)[116]
- Sand e Grobnan in Neverwinter Nights 2 (2006)[117]
- Alister Fletcher in Tomb Raider: Legend (2006)[118]
- Kurt Wagner / Nightcrawler in X-Men: Il gioco ufficiale (2006)[119]
- Garfield e Principe in Garfield 2 - A Tale of Two Kitties (2006)[120]
- Formiche in Ant Bully - Una vita da formica (2007)[121]
- Kane e Dottor Jirot in Command & Conquer 3: Tiberium Wars (2007),[122] Command & Conquer 3: Kane's Wrath (2008)
- Negoziante e Soldato #2 in Jack Keane: Al riscatto dell'Impero britannico (2007)[123]
- Bargul, Nikifor, Nafal e Trey in Aura II: Gli anelli sacri (2007)[124]
- I tre porcellini in Shrek terzo (2007),[125] Shrek e vissero felici e contenti (2010)
- New Goblin in Spider-Man 3 (2007)[126] e Spider-Man: Amici o nemici (2007)[97]
- Remus Lupin in Harry Potter e l'Ordine della Fenice (2007)[127]
- Xivarius, Severin, Chaired e Enrael in Avencast: Rise of the Mage (2007)[128]
- Fratello giovane in Kane & Lynch: Dead Men (2007)[129]
- Aztec in Crysis (2007)[130]
- Brutus in Asterix alle Olimpiadi (2007)[131]
- Rafiq di Damasco in Assassin's Creed (2007)[132]
- Kyle Fitzpatrick in BioShock (2007)[133]
- Il legionario in Battlefield: Bad Company (2008)[134]
- N. Brio in Crash: Il dominio sui mutanti (2008)[135]
- Proxy in Star Wars: Il potere della Forza (2008)[136]
- Proxy e Luke Skywalker in Star Wars: Il potere della Forza Ultimate Sith Edition (2008)[136]
- Arturo Quiepo in Far Cry 2 (2008)[137]
- Tengu Mech e Raccoglitore in Command & Conquer: Red Alert 3 (2008)[138]
- Marty in Madagascar 2 (2008)[139]
- Maggiore Richard Blake in Resistance 2 (2008)[140]
- Joker in Mortal Kombat vs DC Universe (2008)[141]
- Jack in in Lucignolo - il videogioco ufficiale (2008)
- Joka (Joker), Solare, Sole e Guardia Reale in Klonoa: Door to Phantomile (ver. Wii) (2009)[142]
- Ufficiale in Cryostasis: Il Sonno della Ragione (2009)[143]
- Wallace Wellesley III in Eat Lead: The Return of Matt Hazard (2009)[144]
- Walter Peck in Ghostbusters: Il videogioco (2009)[145]
- Agente Dover, commissario Carter, ispettore Wells e Franklyn Clarke in Agatha Christie: The ABC Murders (2009)[146]
- Gil Alexander e Elliot Nelson in BioShock 2 (2010)[147]
- Ash in Heavy Rain (2010)[148]
- Sideswipe in Transformers: War for Cybertron (2010)[149]
- Glazer in Kane & Lynch 2: Dog Days (2010)[150]
- Ministro Dimitri Mishkin in GoldenEye (2010)[151]
- Dobby in Harry Potter e i Doni della Morte - Parte 1 (2010)[152]
- Agente di polizia in Need for Speed: Hot Pursuit (2010)[153]
- Tre Porcellini in Shrek e vissero felici e contenti (2010)[154]
- Cubot in Sonic Colours: Ultimate (2010), Sonic Lost World (2013),[155] Sonic Forces (2017),[156] Shadow Generations (2024)[157]
- Niccolò Copernico in Assassin's Creed: Brotherhood (2010)[158]
- Lepre Marzolina in Alice: Madness Returns (2011)[159]
- Bob Page in Deus Ex: Human Revolution (2011)[160] e Deus Ex: Mankind Divided (2016)[161]
- Magna Charge, Chill Bill, Kaos, Auric in Skylanders: Spyro's Adventure (2011), Skylanders: Giants (2012), Skylanders: Swap Force (2013), Skylanders: Trap Team (2014), Skylanders: Superchargers (2015), Skylanders: Imaginators (2016)
- Faruk Al-Bashir in Battlefield 3 (2011)[162]
- Sergei Illich in Ace Combat: Assault Horizon (2011)[163]
- Ramses in Uncharted 3: L'inganno di Drake (2011)[164]
- Duccio de Luca, Niccolò Polo in Assassin's Creed: Revelations (2011)[165]
- Yuri in Call of Duty: Modern Warfare 3 (2011)[166]
- Jason Dante in Uncharted: L'abisso d'oro (2011)[167]
- Emmett Graves in Starhawk (2012)[168]
- Tashun in Diablo III (2012)[169]
- Benjamin Franklin in Assassin's Creed III (2012),[170] Assassin's Creed: Rogue (2014)[171]
- Jacob Zenger in Assassin's Creed III (2012)[170]
- Samuel Stuhlinger in Call of Duty: Black Ops II (2012)[172] e Call of Duty: Black Ops IIII (2018)[173]
- Edward Wade in Hitman: Absolution (2012)[174]
- C-3PO in Kinect Star Wars (2012)[175]
- Hurk in Far Cry 3 (2012),[176] Far Cry 4 (2014), Far Cry Primal (2016),[177] Far Cry 5 (2018)[178] e Far Cry New Dawn (2019)[179]
- Phineas in DmC Devil May Cry (2013)[180]
- David in The Last of Us (2013)[181]
- Duncan Walpole in Assassin's Creed IV: Black Flag (2013)[182]
- Voce introduttiva in Kinect Rush: un'avventura Disney-Pixar (2013)[183]
- Difensore di Argus, Gelbin Meccatork, Piromante selvaggio e Testa di Mimiron in Hearthstone (2014)[184]
- Fizzie in Sunset Overdrive (2014)[185]
- Johnny Cage in Mortal Kombat X (2015) Mortal Kombat 11 (2019),[186] Mortal Kombat 1 (2023)[187]
- Dottor Cook in Heroes of the Storm (2015)[188]
- Narud in Starcraft II - Legacy of the Void (2015)[189]
- Rick Valassi in Tom Clancy's The Division (2016),[190] Tom Clancy's The Division 2: Warlords of New York (2020)[191]
- Irid in Horizon Zero Dawn (2017)[192]
- Black Adam in Injustice 2 (2017)[193]
- Todd Williams e Gary Kayes in Detroit: Become Human (2018)[194]
- Black Adam e Deathstorm in LEGO DC Super-Villains (2018)[195]
- Johnny Cash in Mortal Kombat 11 (2019),[196] Mortal Kombat 1 (2023)[197]
- Nitros Oxide, N. Trance e Chick in Crash Team Racing Nitro-Fueled (2019)[198]
- Samuel Jordan in Resident Evil: Resistance (2020)
- Nitros Oxide in Crash Bandicoot 4: It's About Time (2020)[199]
- Wallace in Assassin's Creed: Valhalla (2020)[200]
- Astor in Hyrule Warriors: L'era della calamità (2020)[201]
- Mr. Whitey in Cyberpunk 2077 (2020)[202]
- Cosmo e Senza Labbra in Marvel's Guardians of the Galaxy (2021)[203]
- Rushavid in Horizon Forbidden West (2022)[204]
- Dennis in Hotel Transylvania - Avventure da paura (2022)[205]
- Anton del podcast in The Quarry (2022)[206]
- Beep-0 in Mario + Rabbids Sparks of Hope (2022)[207]
- Gildun in Horizon Forbidden West: Burning Shores (2023)[204]
- Magistrato Oleksii in Diablo IV (2023)[208]
- Uomo sospetto in Final Fantasy XVI (2023)[209]
- Rove in Monster Hunter Wilds (2025)[210]
- Capitano, Dragon Slayer, Leo e membro del consiglio in Split Fiction (2025)[211]